# Lilltjärnen (Edefors socken, Norrbotten, 732066-172595)
Lilltjärnen är en sjö i Bodens kommun i Norrbotten och ingår i Piteälvens huvudavrinningsområde.